# Argostemma condensum
Argostemma condensum är en måreväxtart som beskrevs av William Grant Craib. Argostemma condensum ingår i släktet Argostemma och familjen måreväxter. Inga underarter finns listade i Catalogue of Life.